# رئيس جامعة جلاسكو

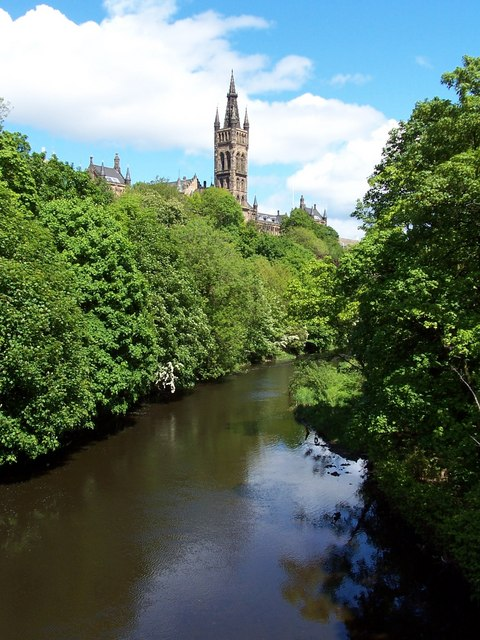
برج جامعة جلاسكو فوق حديقة كيلفينغروف

يعد (اللورد) رئيس جامعة غلاسكو أحد أعلى المناصب داخل المؤسسة، ويتم انتخابه كل ثلاث سنوات من قبل الطلاب. يتمثل الدور النظري لرئيس الجامعة في تمثيل الطلاب أمام الإدارة العليا للجامعة وإثارة القضايا التي تهمهم. ومن أجل تحقيق ذلك، يكون رئيس الجامعة هو الرئيس القانوني لما يسمى بمحكمة الجامعة وهو نظير لمجلس رئاسة الجامعة في بلداننا العربية، وهي الهيئة الإدارية العليا للجامعة.
تم تكريس مكان المنصب في الجامعة بموجب "قانون الجامعات (إسكتلندا) لعام 1889" الذي نص على انتخاب رئيس الجامعة في جميع الجامعات الموجودة في ذلك الوقت في إسكتلندا (وهي سانت أندروز وجلاسكو وأبردين وإدنبره). يقوم طلاب جامعة دندي أيضًا بانتخاب رئيس الجامعة.
اختتمت الانتخابات الرئاسية الأخيرة في 26 مارس 2024، وضمت أربعة مرشحين: الدكتور غسان أبو ستة، سوزان مكابي، بول سويني MSP، والليدي ريتا راي، التي كانت تسعى لإعادة انتخابها.  وتم تنصيب الدكتور غسان أبو ستة ، الذي حصل على أكثر من 80% من الأصوات، رئيسًا للجامعة في 11 نيسان 2024. 

## رؤساء سابقين
لم يصوت الطلاب دائمًا لرؤساء الجامعات العاملين؛ تم انتخاب الناشطين المناهضين للفصل العنصري ويني مانديلا (1987-1990) وألبرت لوتولي (1962-1965) على أساس أنهما لن يكونا قادرين على تحمل مسؤوليات المنصب، في حين أن مردخاي فعنونو (2005-2008) لم يتمكن من القيام بواجباته كرئيس. لم يُسمح له بمغادرة إسرائيل، ولم يكن من المتوقع أن يقوم إدوارد سنودن (2014-2017) بواجباته بسبب المنفى الاختياري المستمر في روسيا. ومع ذلك، فقد تم انتخاب عمداء آخرين على افتراض أنهم سيكونون عمداء عاملين، على سبيل المثال روس كيمب (1999-2000)، الذي استقال من منصبه بعد أن صوت مجلس ممثلي الطلاب لطلب استقالته، وهو ما يدل على مدى استياء الطلاب مع أدائه. وفي الانتخابات الرئاسية التي جرت في فبراير 2004، لم يتم تلقي أي ترشيحات لمنصب رئيس الجامعة. عند نهاية فترة جريج هيمفيل، تركت الجامعة دون رئيس الجامعة لأول مرة في تاريخ المنصب. وحدد مجلس الشيوخ الجامعة موعداً آخر للانتخابات في شهر ديسمبر، عندما تم انتخاب مردخاي فعنونو. تُرك المنصب شاغرًا للمرة الثانية في نهاية ولاية عامر أنور في مارس 2020، مع تأجيل الانتخابات الرئاسية المقررة حتى مارس 2021 بسبب جائحة كوفيد-19. كانت رئيسة الجامعة السابقة هي الليدي ريتا راي، التي كانت أول امرأة تشغل هذا المنصب بصفة دائمة في تاريخ الجامعة.  ومع ذلك، واجهت خلال مدّة عملها انتقادات شديدة من الهيئة الطلابية بسبب تغيبها المزعوم، وهو ما نفته.  

## قائمة العمداء
| السنوات   | الاسم                        | الجنسية  | السيرة الذاتية                          |
| --------- | ---------------------------- | -------- | --------------------------------------- |
| 1648–1650 | روبرت رامزي                  | إسكتلندا | رجل الدين                               |
| 1690–1691 | ديفيد بويل                   | إسكتلندا | سجل المكتب                              |
| 1691–1718 | السير جون ماكسول من نثر بارك | إسكتلندا | مفوض رينفروفشاير في البرلمان الاسكتلندي |

| السنوات   | الاسم                                | الجنسية  | السيرة الذاتية                                                |
| --------- | ------------------------------------ | -------- | ------------------------------------------------------------- |
| 1691–1718 | السير جون ماكسول من نثر بارك         | إسكتلندا | مفوض رينفروفشاير في البرلمان الاسكتلندي                       |
| 1718–1720 | (مونجو غراهام) من (جورتي)            | إسكتلندا | القائد القضاة في المرتفعات                                    |
| 1720–1723 | (روبرت دونداس) من (أرنستون) ، الكبير | إسكتلندا | رئيس مجلس النواب                                              |
| 1723–1725 | جيمس هاملتون من إيكينهيد             | إسكتلندا |                                                               |
| 1725–1726 | السير هيو مونتغومري من هارتفيلد      | إسكتلندا |                                                               |
| 1726–1729 | جورج روس                             | إسكتلندا | سيد روس، اللورد روس الثالث عشر                                |
| 1729–1731 | فرانسيس دانلوب من دانلوب             | إسكتلندا |                                                               |
| 1731–1733 | جون أور من باروفيلد                  | إسكتلندا |                                                               |
| 1733–1738 | كولين كامبل من بليثسوود              | إسكتلندا |                                                               |
| 1738–1740 | جورج بوجل من دالدووي                 | إسكتلندا | " ربّ التبغ " غلاسكو                                           |
| 1740–1742 | جون غراهام من دوغالستون              | إسكتلندا |                                                               |
| 1742–1743 | جون أور من باروفيلد                  | إسكتلندا |                                                               |
| 1743–1746 | جورج بوجل من دالدووي                 | إسكتلندا |                                                               |
| 1746–1748 | السير جون ماكسول من بولوك            | إسكتلندا |                                                               |
| 1748–1750 | جورج بوجل من دالدووي                 | إسكتلندا |                                                               |
| 1750–1753 | السير جون ماكسول من بولوك            | إسكتلندا |                                                               |
| 1753–1755 | ويليام مور من كولدويل                | إسكتلندا |                                                               |
| 1755–1757 | جون بويل                             | إسكتلندا | الكرث الثالث من غلاسكو                                        |
| 1757–1759 | باتريك بويل، اللورد شيولتون          | إسكتلندا |                                                               |
| 1759–1761 | جيمس ميلكين من ميلكين                | إسكتلندا |                                                               |
| 1761–1763 | الكرث الخامس عشر من إيرول            | إسكتلندا | المعلم الكبير المسونر من الكنيسة الكبرى في اسكتلندا           |
| 1763–1764 | توماس ميلر                           | إسكتلندا | اللورد غلينلي، اللورد المحامي                                 |
| 1764–1767 | ويليام مور من كولدويل                | إسكتلندا |                                                               |
| 1767–1768 | دانبار دوغلاس                        | إسكتلندا | الكونت الرابع من سيلكيرك                                      |
| 1768–1770 | السير آدم فيرغسون من كيلكران         | إسكتلندا |                                                               |
| 1770–1772 | روبرت أورد                           | إسكتلندا |                                                               |
| 1772–1773 | اللورد فريدريك كامبل                 | إسكتلندا | عضو البرلمان، اللورد كليرك سجلسجل المكتب                      |
| 1773–1775 | (تشارلز شو كاتكارت)                  | إسكتلندا | اللورد الكاثكارت، الجنرال (الجيش البريطاني) ، السفير في روسيا |
| 1775–1777 | السير جيمس ويليام مونتغومري          | إسكتلندا | اللورد المحامي رئيس بارون الخزانةرئيس البارون الخزينة         |
| 1777–1779 | أندرو ستيوارت من تورانس              | إسكتلندا |                                                               |
| 1779–1781 | الكرث السابع لودرديل                 | إسكتلندا | الزميلات الممثلة في اسكتلندا                                  |
| 1781–1783 | هنري دونداس                          | إسكتلندا | اللورد المحامي                                                |
| 1783–1785 | إدموند بورك                          | أيرلندا  | الفيلسوف                                                      |
| 1785–1787 | روبرت غراهام من غارتمور              | إسكتلندا | عضو البرلمان، طالب سابق                                       |
| 1787–1789 | البروفيسور آدم سميث                  | إسكتلندا | أستاذ الفلسفة الأخلاقية مؤلف كتاب ثراء الأمم طالب سابق        |
| 1789–1791 | والتر كامبل من شوفيلد                | إسكتلندا |                                                               |
| 1791–1793 | توماس كينيدي من دونور                | إسكتلندا |                                                               |
| 1793–1795 | ويليام مور من كولدويل                | إسكتلندا |                                                               |
| 1795–1797 | ويليام ماكدويل من غارتلاند           | إسكتلندا |                                                               |
| 1797–1799 | جورج أوزوالد من أوكينكرويف           | إسكتلندا |                                                               |
| 1799–1801 | اللورد سوكوت                         | إسكتلندا | اللورد الجنرال                                                |

| السنوات   | الاسم                                                | الجنسية  | السيرة الذاتية                                                                                |
| --------- | ---------------------------------------------------- | -------- | --------------------------------------------------------------------------------------------- |
| 1799–1801 | اللورد سوكوت                                         | إسكتلندا | اللورد الجنرال                                                                                |
| 1801–1803 | اللورد كريغ                                          | إسكتلندا |                                                                                               |
| 1803–1805 | روبرت دونداس من آرنيستون                             | إسكتلندا | اللورد المحامي رئيس بارون الخزانةرئيس البارون الخزينة                                         |
| 1805–1807 | هنري غلاسفورد من دوغالستون                           | إسكتلندا |                                                                                               |
| 1807–1809 | أركيبالد كولكون من كيلرمونت                          | إسكتلندا | اللورد المحامي                                                                                |
| 1809–1811 | أرشيبالد كامبل من بليثسوود                           | إسكتلندا |                                                                                               |
| 1811–1813 | اللورد أرشيبالد هاميلتون                             | إسكتلندا | البرلمانية                                                                                    |
| 1813–1815 | الجنرال البارون الأول لينيدوش                        | إسكتلندا | كان يُسمى سابقاً، حتى مايو 1814، باسم الجنرال سير توماس غراهام                                  |
| 1815–1817 | اللورد بويل                                          | إسكتلندا | اللورد العدالة المكتب                                                                         |
| 1817–1819 | الكونت الرابع من غلاسكو                              | إسكتلندا | زميل سكوتلندي بارز                                                                            |
| 1819–1820 | كيركمان فينلي                                        | إسكتلندا | اللورد ريبوست من غلاسكو                                                                       |
| 1820–1822 | فرانسيس جيفري                                        | إسكتلندا | عضو مجلس العدل طالب سابق                                                                      |
| 1822–1824 | السير جيمس ماكينتوش                                  | إسكتلندا | القانون                                                                                       |
| 1824–1826 | هنري بروغهام                                         | إسكتلندا | اللورد المستشار 1830-1834                                                                     |
| 1826–1829 | توماس كامبل                                          | إسكتلندا | الشاعر، طالب سابق                                                                             |
| 1829–1831 | الماركيس الثالث لانسداون                             | إنجلترا  | وزير الخزانة                                                                                  |
| 1831–1834 | هنري توماس كوكبورن                                   | إسكتلندا | عضو مجلس العدل                                                                                |
| 1834–1836 | اللورد ستانلي                                        | إنجلترا  | رئيس وزراء المملكة المتحدة في وقت لاحق                                                        |
| 1836–1838 | السير روبرت بيل                                      | إنجلترا  | الثاني ب.ت.رئيس وزراء المملكة المتحدة السابق                                                  |
| 1838–1840 | السير جيمس غراهام                                    | إسكتلندا | الثاني ب.ت.، وزير الداخلية                                                                    |
| 1840–1842 | الماركيس الثاني من بريدالبان                         | إسكتلندا | عضو البرلمان، كبير المعلمين السابقين في المزارع الكبرى في اسكتلنداالكنيسة الكبرى في اسكتلندا  |
| 1842–1844 | فوكس مول                                             | إسكتلندا | عضو البرلمان وأصبح بعد ذلك كبير المعلمين في الكنيسة الكبرى في اسكتلندا                        |
| 1844–1846 | أندرو روثرفورد                                       | إسكتلندا | اللورد المحامي                                                                                |
| 1846–1847 | اللورد جون راسل                                      | إنجلترا  | رئيس وزراء المملكة المتحدة                                                                    |
| 1847–1848 | ويليام مور من كولدويل                                | إسكتلندا | عالم كلاسيكي، عضو البرلمان                                                                    |
| 1848–1850 | توماس بابينغتون ماكولي                               | إنجلترا  | البرلمانية                                                                                    |
| 1850–1852 | السير أرشيبالد أليسون 1 ب.ب.ت.                       | إسكتلندا | كاتب قانون مؤسسي                                                                              |
| 1852–1854 | الكونت الثالث عشر من إجلينتون                        | إسكتلندا | كان (وأصبح) لورد ملازمًا لأيرلندااللورد الملازم في أيرلندا                                     |
| 1854–1856 | الدوق الثامن من أرجيل                                | إسكتلندا | البرلمانية                                                                                    |
| 1856–1859 | السير إدوارد بولور ليتون                             | إنجلترا  | كاتب وسياسي                                                                                   |
| 1859–1862 | الكرث الثامن من إلجين                                | إسكتلندا | نائب الملك الهندي 1862-1863                                                                   |
| 1862–1865 | الكونت الثالث (بالمرستون)                            | إنجلترا  | رئيس وزراء المملكة المتحدة                                                                    |
| 1865–1868 | اللورد غلينكورس                                      | إسكتلندا | رئيس مجلس النواب                                                                              |
| 1868–1871 | الكرث الخامس عشر من ديربي                            | إنجلترا  | وزير الخارجية سابق (وآخر)                                                                     |
| 1871–1877 | بنيامين ديسرايلي (إيرل بيكونسفيلد الأول من عام 1876) | إنجلترا  | رئيس وزراء المملكة المتحدة                                                                    |
| 1877–1880 | ويليام إيورث جلادستون                                | إنجلترا  | رئيس وزراء المملكة المتحدة                                                                    |
| 1880–1883 | جون برايت                                            | إنجلترا  | الكواكر ناشط                                                                                  |
| 1883–1884 | هنري فوكيت                                           | إنجلترا  | الاقتصادي والبرلماني                                                                          |
| 1884–1887 | إدموند لو لوشينغتون                                  | إنجلترا  | أستاذ اللغة اليونانية                                                                         |
| 1887–1890 | "إيرل ليتون الأول"                                   | إنجلترا  | نائب الملك السابق للهندنائب الملك الهندي                                                      |
| 1890–1893 | (إي جي بالفور)                                       | إسكتلندا | رئيس وزراء سابق لأيرلندا ورئيس وزراء في وقت لاحق من المملكة المتحدةرئيس وزراء المملكة المتحدة |
| 1893–1896 | السير جون إلدون غورست                                | إنجلترا  | المدعي العام لإنجلترا وويلز                                                                   |
| 1896–1899 | جوزيف تشامبرلين                                      | إنجلترا  | رجل الدولة ، والد السير أوستن تشامبرلين (الريكتور 1925-1928)                                  |
| 1899–1902 | الكونت الخامس من روزبيري                             | إسكتلندا | رئيس وزراء المملكة المتحدة السابق                                                             |

| 1899–1902 | الكونت الخامس من روزبيري        | إسكتلندا     | رئيس وزراء المملكة المتحدة السابق                                                                                  |
| 1902–1905 | جورج ويندام                     | إنجلترا      | الأمين العام لإيرلندا                                                                                              |
| 1905–1908 | (إش.إش.أسكيث)                   | إنجلترا      | رئيس وزراء المملكة المتحدة                                                                                         |
| 1908–1911 | الكيرل الأول كيرزون من كيدلستون | إنجلترا      | نائب الملك السابق للهند، وزير الخارجية                                                                             |
| 1911–1914 | أوغسطين بيرل                    | إنجلترا      | رئيس وزراء إيرلندا والشاعر                                                                                         |
| 1914–1919 | ريموند بونكاريه                 | فرنسا        | رئيس الجمهورية الفرنسية ورئيس وزراء فرنسا السابق (والتي جرت لاحقاً)                                                 |
| 1919–1922 | قانون بونار                     | إسكتلندا     | رئيس وزراء المملكة المتحدة طالب سابق                                                                               |
| 1922–1925 | العريف الأول من بيركنهيد        | إنجلترا      | اللورد المستشار |
| 1925–1928 | السير أوستن تشامبرلين           | إنجلترا      | البرلماني والدولة                                                                                                  |
| 1928–1931 | ستانلي بالدوين                  | إنجلترا      | رئيس وزراء المملكة المتحدة                                                                                         |
| 1931–1934 | كومبتون ماكنزي                  | إسكتلندا     | روائي |
| 1934–1937 | السير إين كولكون                | إسكتلندا     | -بيت السابعب.ت. |
| 1937–1938 | ديك شيبارد                      | إنجلترا      | مصالحة |
| 1938–1945 | السير أرشيبالد سينكلر           | إسكتلندا     | الـ 4 بـتب.ت., قائد الحزب الليبرالي البريطاني                                                                      |
| 1945–1947 | السير جون بويد أور              | إسكتلندا     | طبيب وخبير تغذية وحائز على جائزة نوبل (طالب سابق)                                                                  |
| 1947–1950 | والتر إليوت                     | إسكتلندا     | سياسي (طالب سابق)                                                                                                  |
| 1950–1953 | جون ماك كورمك                   | إسكتلندا     | محام ومؤمن قومي مشهور (طالب سابق)                                                                                  |
| 1953–1956 | توم هونيمان                     | إسكتلندا     | طبيب، مدير معرض كيلفينغروف للفنون (طالب سابق)                                                                      |
| 1956–1959 | رب باتلر                        | إنجلترا      | أصبح وزير الداخلية بينما كان رئيساً و كان المستشار السابق للخزانة (و كان وزير الخارجية لاحقاً)                       |
| 1959–1962 | كوينتين هوغ                     | إنجلترا      | الكونت الثاني هايلشام، رئيس المجلس (والمرشح اللورد)                                                                |
| 1962–1965 | ألبرت لوتولي                    | جنوب إفريقيا | رئيس الكونغرس الوطني الأفريقي وحائز على جائزة نوبل للسلام (غير حاضر)                                               |
| 1965–1968 | البارون الأول ريث               | إسكتلندا     | السابق المدير العام الأول لـ"بي بي سي"المدير العام لـ"بي بي سي"                                                    |
| 1968–1971 | جورج ماكلود                     | إسكتلندا     | البارون ماكلود من فواناري؛ مؤسس المنظمة المسيحية المتطرفة، مجتمع إيونا مدير سابق للكنيسة الاسكتلنديةكنيسة اسكتلندا |
| 1971–1974 | جيمي ريد                        | إسكتلندا     | ناشط نقابي، خطاب افتتاحه حول التجنب الاجتماعي كان مشهوراً بإشارته إلى سباق الفئران                                  |
| 1974–1977 | آرثر مونتفورد                   | إسكتلندا     | صحفي رياضي |
| 1977–1980 | جون بيلي                        | إسكتلندا     | انتخب في وقت كنت طالباً في الجامعة                                                                                  |
| 1980–1984 | ريجينالد بوسانكيت               | إنجلترا      | قراءة الأخبار التلفزيونية                                                                                          |
| 1984–1987 | مايكل كيلي                      | إسكتلندا     | اللورد ريبوست من غلاسكو                                                                                            |
| 1987–1990 | ويني ماديكيزيلا-مانديلا         | جنوب إفريقيا | ناشط وسياسي جنوب أفريقي                                                                                            |
| 1990–1993 | بات كين                         | إسكتلندا     | موسيقي، خريج. |
| 1993–1996 | جوني بول                        | إنجلترا      | مقدم تلفزيون |
| 1996–1999 | ريتشارد ويلسون                  | إسكتلندا     | الممثل |
| 1999–2000 | (روس كمب)                       | إنجلترا      | الممثل |

| 2001–2004    | (غريغ هيمفيل)         | إسكتلندا         | ممثل ومتخرج                                              |
| 2004–2005    | المنصب فارغ           |                  |                                                          |
| 2005–2008    | مُردخاي فانونو         | إسرائيل          | فني نووي إسرائيلي ومبلغ (غير حاضر)                       |
| 2008–2014    | تشارلز كينيدي         | إسكتلندا         | زعيم سابق لبرالي ديمقراطي و خريج.                        |
| 2014–2017    | إدوارد سنودن          | الولايات المتحدة | المهنيين في مجال الكمبيوتر/مبلغ عن المخابرات (الغياب)    |
| 2017–2020    | أمر أنور              | إسكتلندا         | محام، ناشط في مجال حقوق الإنسان والخريج                  |
| 2019–2020    | المنصب فارغ           |                  | تم تأجيل انتخابات 2020 لمدة عام بسبب وباء COVID-19       |
| 2021–2024    | ريتا راي، السيدة راي  | إسكتلندا         | عضو سابق في كلية العدلعضو مجلس العدل                     |
| 2024- الحاضر | الدكتور غسان أبو سيطح | فلسطين           | جراح حربي قام بتشغيل في غزة خلال الحرب بين إسرائيل وحماس |

## أنظر أيضاً
- مستشار الجامعة

## روابط خارجية
- وصف مجلس ممثلي الطلاب للمنشور (يتضمن رابطًا للميثاق التفصيلي)
- من وأين ومتى: تاريخ ودستور جامعة جلاسكو
- قصة جامعة جلاسكو نسخة محفوظة 16 ديسمبر 2008 على موقع واي باك مشين.